# سرباز خوب شوایک
سرباز خوب شوایک (انگلیسی: The Good Soldier Švejk) رمانی ناتمام در گونه طنز و کمدی سیاه اثر یاروسلاو هاشک است که بخش اول آن در سال ۱۹۲۱ منتشر شد. عنوان اصلی این کتاب ماجراجویی شوم سرباز خوب شوایک در طول جنگ است. شوایک نماد تجسم‌بخشی به ملیت در جمهوری چک است. این رمان در تاریخ ادبیات چک به بیشترین زبان‌های دنیا ترجمه شده است و به فارسی نیز چندین بار ترجمه شده‌است.

## معرفی
کتاب شوایک سربازخوب از آثار کلاسیک ادبیات جهان است و به لحاظ ژانر، گونه‌ای از ادبیات ساتیریک است. ویژگی اصلی رمان هاشک اسطوره‌آفرینی است. هاشک یادآور شخصیت‌هایی مانند ملانصرالدین یا سانچوپانزا است. هاشک در کتابش شوایک را «سرباز خوب» نام داده‌است که مفهومی کنایه‌آمیز است. مراد از خوب توقعی است که امپراتور از شهروندان امپراتوری دارد. اعتبار اثر ساتیریک یاروسلاو هاشک هم از آن رو عمومی است که به‌طور طبیعی از ادبیات چک و از شعور عمومی مردم اروپای مرکزی در زمان فروپاشی امپراتوری هابسبورگ ریشه گرفته‌است.

## ‌نقد و بررسی
در این کتاب، مثل همه آثار بزرگ ساتیریک، طنز صرفاً برای طنز نیست و یک بازی بی هدف نیست بلکه سلاحی است دفاعی. ضدقهرمان با این سلاح آزموده علیه جنگ و حتی علیه نظم جهانی بی-خردانه و نامردمی به‌ستیز برمی‌خیزد؛ زیرا همه می‌دانند که همه گونه‌های طنز گام جسورانه‌ای است در جهت تسویه حساب و انتقام و رضایت خاطری است برای نویسنده. آن‌که می‌خندد همواره در موقتی برتر از آن‌که بر او می‌خندند واقع است. فرودستان، تحقیرشدگان، بردگان و محکومان در تحمل وضعت ناسازگار خود همیشه از خنده نیرو گرفته‌اند و این به آن‌ها امید داده‌است و خواهند توانست سرنوشت‌شان را بگردانند. آن‌که به مسلخ می‌برندش چه بسا هزلی گزنده بگوید. اما آن‌که به رهبری برگزیده شده‌است، به قولی، شوخی سرش نمی‌شود. به همین دلیل است که طنر فرودستان وجود دارد. اما مثلاً طنز قهرمانی یا طنز شاهی وجود ندارد. رمان هاشک نمونه سترگی از طنز فرودستان است.
رمان در سال ۱۹۲۱ خلق می‌شود و اما در نخستین نشر توأم با ناکامی است و پس از مدت‌ها فراموشی است که باری دیگر توسط برتولت برشت برکشیده می‌شود و او توجه همگان را به این اثر مهم جلب می‌کند. برتولت برشت دوباره رمان هاشک را در صدر ادبیات جهان نشاند، و گفت «چنانچه لازم باشد از سه رمان نام ببرم که ادبیات جهانی قرن ما آفریدند یکی از آن‌ها بی‌تردید شوایک سرباز غیور است». پس از این کشف برتولت برشت است که از سال ۱۹۲۶ شوایک از سر نو برای تسخیر ادبیات جهان به راه افتاد. حتی ادبیان و کارشناسان چک نیز عمدتاً زمانی شروع به جدی گرفتن این رمان جسور و غیرعادی کردند که دیگر ترجمه آلمانی راه موفقیت جهانی آن را گشوده بود. اما این موفقیت، همه روشنفکران و محافل ادبی چک را به یک‌سان قانع نساخته‌است و به جای سرافرازی و غرور حتی گاه موجب برآشفتگی آن‌ها نیز شد. برخی از منتقدان و روشنفکران چکی عقیده دارند که ممکن است بیگانگان شوایک به عنوان نمونه‌ای از مردم چک تلقی کنند و مستند به این رمان بگویند مردم چک آب‌زیرکاه و بی‌اصول و ویران‌گر ارزش‌ها هستند؛ بنابراین شوایک نه تنها سودی به حال ملت چک ندارد بلکه به نام نیک و شرافت آن‌ها هم لطمه می‌زنند.
در فاصله دو جنگ جهانی سرباز غیور از هر دو طرف آماج تاج تاخت و تاز بود. منتقدان خرده‌گیر زبان و شیوه نوشتاری رمان را زمخت و غیر ادبی می‌شمردند. از سوی دیگر، نویسندگان و منتقدان ناسیونالیست هم بارها علیه شوایک و نویسنده آن برخاستند و به واسطه این همه سرباز غیور کمی مایه سرشکستگی اقشار برگزیده بود؛ در وجود او ویرانگری را می‌دیدند که پندارها و رویاهای ناسیونالیستی‌شان را پامال می‌کند. ولی نویسندگان و منتقدان برجسته‌ای مثل یولیوس فرچیک و ایوان بولیراخت از همان آغاز در مطبوعات چپ و پیشرو چک هاشک و آفریده او را زیر حمایت خود گرفتند. به این ترتیب، در سال‌های بیست و سی مبارزه بر له یا علیه شوایک به صورت یکی از صحنه‌های تبلور زندگی فرهنگی در کشور چک درآمد.

## ترجمه فارسی
این اثر بارها و با عنوان‌های مختلف به فارسی ترجمه شده‌است. از میان این ترجمه‌ها می‌توان به موارد زیر اشاره کرد:
- مصدر سرکار ستوان، حسن قائمیان (ترجمه و تلخیص)، بی‌جا، بنگاه فرد، ۱۳۳۱، بخش‌هایی از رمان.
- شوایک: سرگذشت سرباز پاکدل، ایرج پزشک‌زاد، تهران، کتاب زمان، ۱۳۵۸، (۲۵۵ صفحه)
- شوایک سرباز خوب، منوچهر محجوبی، بی‌جا، بی‌نا، بی‌تا.
- شوایک، کمال ظاهری، تهران، نشر چشمه، ۱۳۸۴، (۹۰۰ صفحه)